# Lleó d'Imerècia
Lleó I va néixer el 1573, i era el germà de Jordi II d'Imerècia, fou rei d'Imerècia del 1585 al 1588. En accedir al tron es va casar amb Marekh, vídua de Kvarkare V atabek de Samtskhé i germana de Levanti I Dadiani de Mingrèlia. Fou derrotat i empresonat per Mamia Dadiani de Mingrèlia el 1589. Va morir a la presó de Shketi, a Mingrelià el 1590.